# Michal Bosenský
Michal Bosenský (po roce 1243 – před 23. březnem 1266) byl bosenský vévoda z dynastie Rurikovců.

## Život
Narodil se jako syn uherské princezny Anny a Rostislava Haličského, syna sv. Michala Černigovského , který na dvůr uherského krále uprchl před Tatary. Po dědovi byl ostatně také pojmenován. Po smrti otce roku 1262 si s bratrem Bélou rozdělili dědictví a následně museli odolávat výpadům svého strýce Štěpána. Michal zemřel bezdětný a dědicem se stal bratr Béla.